# Capacitat tèrmica
La capacitat tèrmica o capacitat calorífica (normalment denotada per una C sovint amb subíndexs) és la magnitud física mesurable que caracteritza la quantitat de calor necessària per canviar la temperatura d'una substància una quantitat determinada. Les unitats de la capacitat tèrmica en el Sistema Internacional d'Unitats és el joule per kelvin (J·K-1).
Les magnituds derivades que especifiquen la capacitat tèrmica com una propietat intensiva (és a dir, independent de la mida de la mostra) són la capacitat tèrmica molar –capacitat tèrmica per mol d'una substància pura– i la capacitat tèrmica específica (també anomenada simplement calor específica) –capacitat tèrmica per unitat de massa del material. També s'usa esporàdicament, en contexts d'enginyeria, la capacitat tèrmica volumètrica.
La temperatura reflecteix l'energia cinètica mitjana de les partícules en matèria mentre que la calor consisteix en la transferència d'energia tèrmica de regions d'alta temperatura a regions de baixa temperatura. L'energia tèrmica transmesa per calor s'emmagatzema en forma d'energia cinètica en àtoms que es mouen i molècules que roten. Addicionalment, l'energia tèrmica també es pot emmagatzemar en forma d'energia potencial associada amb modes de vibració d'alta energia. La translació, rotació i la combinació dels dos tipus d'energia en vibració (cinètica i potencial) dels àtoms representen els graus de llibertat del moviment que contribueixen a la capacitat tèrmica de la matèria atòmica. En una escala microscòpica, cada partícula del sistema absorbeix energia tèrmica entre els pocs graus de llibertat que té disponibles i, en temperatures prou elevades, aquest procés contribueix a la capacitat tèrmica específica que s'aproxima a un valor per mol de partícules establert per la llei de Dulong-Petit. El límit, que està situat a uns 25 joules per kelvin per cada mol d'àtoms, és aconseguit per moltes substàncies sòlides a temperatura ambient (vegeu la taula a sota).
A causa de raons mecanicoquàntiques, a qualsevol temperatura donada alguns d'aquests graus de llibertat poden no estar disponibles –o estar disponibles tan sols parcialment– per a emmagatzemar energia. En aquests casos, la capacitat tèrmica específica serà una fracció del màxim. Mentre la temperatura s'aproxima al zero absolut, la capacitat tèrmica específica del sistema també s'aproxima a zero a causa de la pèrdua de graus de llibertat disponibles. Es pot usar la teoria quàntica per predir quantitativament les capacitats tèrmiques específiques en sistemes simples.

## Unitats
Tal com s'ha mencionat anteriorment, les unitats de la capacitat tèrmica són el joule per kelvin (J·K-1). En el cas de la capacitat tèrmica específica són J·kg-1·K-1, i en el cas de la capacitat tèrmica molar són J·mol-1·K-1. Tradicionalment, però, s'han utilitzat d'altres unitats que actualment ja no s'usen perquè no formen part del Sistema Internacional d'Unitats. La més important d'elles és la quilogram-caloria (Cal) –de vegades simplement anomenada "caloria"–, definida originalment com l'energia necessària per elevar la temperatura d'un quilogram d'aigua un grau Celsius (generalment de 15 a 16 °C). La capacitat tèrmica específica de l'aigua en aquesta escala seria, llavors, exactament d'1 KCal·kg-1·K-1. Tanmateix, a causa de la dependència de la temperatura de la calor específica, la caloria es va definir de moltes més maneres. Una variant de la quilogram-caloria és la gram-caloria (cal), que es defineix de manera que la calor específica de l'aigua és 1 cal·g-1·K-1.
En països com els Estats Units tradicionalment també s'han fet servir unitats com la lliura-caloria (lb-cal), definida com la quantitat de calor necessària per elevar la temperatura d'una lliura d'aigua un grau Celsius; en aquesta escala, la calor específica de l'aigua és d'1 lb-cal·lb-1·K-1. Una unitat una mica més corrent encara avui en dia és la BTU (British Thermal Unit), que es defineix de tal manera que la calor específica de l'aigua és d'1 BTU·lb-1·°F-1.

## Mesura
La capacitat tèrmica de la majoria dels sistemes no és constant, sinó que depèn de les variables d'estat del sistema termodinàmic que s'està estudiant. En particular, depèn de la pròpia temperatura així com de la pressió i del volum del sistema, i de les maneres en les quals s'ha permès canviar les pressions i els volums mentre el sistema ha passat d'una temperatura a una altra. La raó que ho explica és que el treball de la pressió i el volum fet al sistema incrementa la seva temperatura mitjançant un mecanisme que no és l'escalfament, mentre que el treball de pressió i volum fet pel sistema absorbeix calor sense incrementar la temperatura del sistema.
Es poden dur a terme diferents mesures de la capacitat tèrmica. Normalment es fan a pressió o volum constant. Els valors mesurats s'indiquen, doncs, amb un subíndex p o v, respectivament, per definir com han estat calculats. Els gasos i líquids normalment es mesuren a volum constant. Les mesures a pressió constant donen uns valors més elevats que les fetes a volum constant perquè els primers també inclouen l'energia calorífica usada per fer el treball d'expansió de la substància contra la pressió constant mentre augmenta la seva temperatura. Aquesta diferència és particularment notable en gasos: en aquestes substàncies els valors a pressió constant solen ser d'un 30% a un 66,7% més elevats que els valors a volum constant.
Les calors específiques de substàncies formades per molècules (és a dir, que no són gasos monoatòmics) no són constants, sinó que depenen de la temperatura. És per això que quan es dona el valor de calor específica d'una substància, a part de dir com ha estat calculat (si a pressió o volum constant) amb el corresponent subíndex, també cal indicar la temperatura a la qual es dugué a terme la mesura.
D'altra banda, per a líquids i gasos és important saber la pressió a la qual es refereix un valor de capacitat tèrmica específica. La majoria de dades que es poden trobar en llistes es refereixen a la pressió estàndard. Tanmateix, com que hi ha moltes definicions de les condicions estàndard de pressió i temperatura és convenient indicar-ho. La IUPAC va canviar la seva recomanació de pressió (anteriorment d'1 atm) a 100 kPa (≈750,062 torr). Això es feu perquè, a part de ser un nombre rodó, és la pressió equivalent a la pressió mitjana a una altitud de 112 metres, la qual s'acosta més a la pressió mitjana de l'altitud mediana on habita la població humana (194 metres).

### Càlcul a partir dels principis de la física
El mètode de la integral de camí de Monte Carlo és una aproximació numèrica per a determinar els valors de la capacitat calorífica. Es basa en els principis dinàmics quàntics. Tanmateix, es poden fer bones aproximacions per gasos fent servir alguns mètodes detallats a continuació. Per a sòlids compostos per àtoms relativament pesats (amb nombre atòmic més gran que el del ferro), a temperatures no criogèniques, la capacitat tèrmica a temperatura ambient s'acosta a 3R = 24,94 joules per kelvin per mol d'àtoms.

### Relacions termodinàmiques i definició de la capacitat tèrmica
L'energia interna d'un sistema tancat canvia bé perquè s'afegeix calor al sistema o bé perquè el sistema du a terme un treball. Escrivint-ho matemàticament:
{\displaystyle {\ \mathrm {d} U=\delta Q-\delta W}}
Per treball com a resultat d'un increment del sistema del volum es té:
{\displaystyle {\ \mathrm {d} U=\delta Q-P\mathrm {d} V}}
Si la calor s'afegeix a volum constant, llavors se simplifica el segon terme de la relació i s'obté:
{\displaystyle \left({\frac {\partial U}{\partial T}}\right)_{V}=\left({\frac {\partial Q}{\partial T}}\right)_{V}=C_{V}}
Això defineix la capacitat tèrmica a volum constant, és a dir, CV. Una altra quantitat útil és la capacitat tèrmica a pressió constant, és a dir, CP. Si l'entalpia del sistema és:
{\displaystyle {\ H=U+PV}}
L'equació anterior de l'energia interna esdevé:
{\displaystyle {\ \mathrm {d} H=\delta Q+V\mathrm {d} P}}
i, per tant, a pressió constant es té:
{\displaystyle \left({\frac {\partial H}{\partial T}}\right)_{P}=\left({\frac {\partial Q}{\partial T}}\right)_{P}=C_{P}}

### Relació entre capacitats tèrmiques
La mesura de la capacitat tèrmica a volum constant és bastant difícil quan es tracta de substàncies en estat líquid o sòlid; és a dir, petits canvis de temperatura necessiten grans pressions per mantenir el líquid o sòlid a volum constant, la qual cosa implica que el contenidor ha de ser molt rígid i fort (vegeu coeficient d'expansió tèrmica i compressibilitat). En comptes d'això, és més fàcil mesurar la capacitat calorífica a pressió constant (permetent el material expandir-se o contraure's lliurement) i trobar a posteriori la capacitat calorífica a volum constant usant relacions matemàtiques derivades de les lleis de la termodinàmica. Si es comença per la relació termodinàmica fonamental es pot demostrar que:
{\displaystyle C_{p}-C_{V}=T\left({\frac {\partial p}{\partial T}}\right)_{V,N}\left({\frac {\partial V}{\partial T}}\right)_{p,N}}
On les derivades parcials es prenen a volum constant i nombre de partícules constant, i a pressió constant i nombre de partícules constant, respectivament. També es pot escriure de la següent manera:
{\displaystyle C_{p}-C_{V}=VT{\frac {\alpha ^{2}}{\beta _{T}}}\,}
On:
{\displaystyle \alpha } és el coeficient d'expansió tèrmica
{\displaystyle \beta _{T}} és la compressibilitat isoterma
El coeficient de dilatació adiabàtica (o índex adiabàtic, γ) és la proporció de la capacitat tèrmica a pressió constant respecte la capacitat tèrmica a volum constant. També es coneix com el factor d'expansió isentròpica.

#### Gas ideal
Per un gas ideal, avaluant les derivades parcials anteriors d'acord amb l'equació d'estat, i on R és la constant de gasos per un gas ideal:
{\displaystyle pV=RT\;}
{\displaystyle C_{p}-C_{V}=T\left({\frac {\partial p}{\partial T}}\right)_{V}\left({\frac {\partial V}{\partial T}}\right)_{p}}
{\displaystyle C_{p}-C_{V}=-T\left({\frac {\partial p}{\partial V}}\right)_{T}\left({\frac {\partial V}{\partial T}}\right)_{p}^{2}}
{\displaystyle p={\frac {RT}{V}}} →{\displaystyle \left({\frac {\partial p}{\partial V}}\right)_{T}={\frac {-RT}{V^{2}}}}= {\displaystyle {\frac {-p}{V}}}
{\displaystyle V={\frac {RT}{p}}}→{\displaystyle \left({\frac {\partial V}{\partial T}}\right)_{p}^{2}={\frac {R^{2}}{p^{2}}}}
substitutint
{\displaystyle -T\left({\frac {\partial p}{\partial V}}\right)_{T}\left({\frac {\partial V}{\partial T}}\right)_{p}^{2}}= {\displaystyle -T\left({\frac {-p}{V}}\right)\left({\frac {R^{2}}{p^{2}}}\right)=R}
Aquesta equació es redueix simplement a la relació de Mayer:
{\displaystyle C_{p}-C_{V}=R}

### Capacitat tèrmica específica
La capacitat tèrmica específica d'un material és:
{\displaystyle c={\partial C \over \partial m}}
En el qual en l'absència de transicions de fase equival a:
{\displaystyle c=E_{m}={C \over m}={C \over {\rho V}}}
On:
{\displaystyle C} és la capacitat tèrmica d'un cos fet del material en qüestió
{\displaystyle m} és la massa del cos
{\displaystyle V} és el volum del cos
{\displaystyle \rho ={\frac {m}{V}}} és la densitat del material
Per gasos, i també per altres materials sota pressions elevades, existeix la necessitat de distingir entre diferents condicions de contorn pels processos sota consideració (ja que els valors difereixen de manera significativa entre diferents condicions). Els processos típics pels quals es pot definir una capacitat tèrmica inclouen processos isobàrics (pressió constant, {\displaystyle dp=0}) o isocor (volum constant, {\displaystyle dV=0}). Les corresponents capacitats tèrmiques específiques es poden expressar com:
{\displaystyle c_{p}=\left({\frac {\partial C}{\partial m}}\right)_{p}}
{\displaystyle c_{V}=\left({\frac {\partial C}{\partial m}}\right)_{V}}
Dels resultats de la secció prèvia, dividint per la massa, s'obté la relació:
{\displaystyle c_{p}-c_{V}={\frac {\alpha ^{2}T}{\rho \beta _{T}}}}
Un paràmetre relacionat amb {\displaystyle c} és {\displaystyle CV^{-1}\,}, la capacitat tèrmica volumètrica. En la pràctica en contextos d'enginyeria, {\displaystyle c_{V}\,} per a sòlids i líquids sovint significa capacitat tèrmica volumètrica, i no pas a volum constant. En tals casos, la capacitat tèrmica específica se sol escriure específicament amb el subíndex {\displaystyle m}, com {\displaystyle c_{m}\,}. Evidentment, a partir de les relacions superiors, per sòlids es pot escriure:
{\displaystyle c_{m}={\frac {C}{m}}={\frac {c_{volumetric}}{\rho }}}
Per compostos químics homogenis purs amb una massa molecular o molar establerta o quantitat molar establerta, la capacitat tèrmica –com a propietat intensiva– es pot expressar en funció dels mols i no pas en funció de la massa fent servir les següents equacions (anàlogues a les que són en funció de la massa):
{\displaystyle C_{p,m}=\left({\frac {\partial C}{\partial n}}\right)_{p}} = capacitat tèrmica molar a pressió constant
{\displaystyle C_{V,m}=\left({\frac {\partial C}{\partial n}}\right)_{V}} = capacitat tèrmica molar a volum constant
On n és el nombre de mols en el cos o sistema termodinàmic.

### Capacitat tèrmica politròpica
La capacitat tèrmica politròpica es calcula per un procés si totes les propietats termodinàmiques (pressió, volum, temperatura) canvien.
{\displaystyle C_{i,m}=\left({\frac {\partial C}{\partial n}}\right)} = capacitat tèrmica molar en un procés politròpic

### Capacitat tèrmica adimensional
La capacitat tèrmica adimensional d'un material és
{\displaystyle C^{*}={C \over nR}={C \over {Nk}}}
On:
C és la capacitat tèrmica d'un cos fet del material en qüestiói
n és la quantitat de substància en el cos
R és la constant de gasos
N és el nombre de molècules en el cos
k és la constant de Boltzmann
En un gas ideal, la capacitat tèrmica adimensional {\displaystyle C^{*}\,} s'expressa com {\displaystyle {\hat {c}}}, i està relacionada directament amb la meitat dels nombres de graus de llibertat per partícula. Això és cert per graus de llibertat quadràtics (conseqüència del teorema d'equipartició).
De manera més general, la capacitat tèrmica adimensional relaciona l'increment logarítmic de temperatura amb l'increment en l'entropia adimensional per partícula {\displaystyle S^{*}=S/Nk}, mesurada en nats.
{\displaystyle C^{*}={dS^{*} \over d\ln T}}
Alternativament, fent servir logaritmes de base 2, C* relaciona l'increment logarítmic en base 2 de la temperatura amb l'increment de l'entropia adimensional mesurada en bits.

### Capacitat tèrmica al zero absolut
De la definició d'entropia:
{\displaystyle T\,dS=\delta Q\,}
L'entropia absoluta es pot calcular integrant a partir de zero kèlvins fins a una temperatura final Tf:
{\displaystyle S(T_{f})=\int _{T=0}^{T_{f}}{\frac {\delta Q}{T}}=\int _{0}^{T_{f}}{\frac {\delta Q}{dT}}{\frac {dT}{T}}=\int _{0}^{T_{f}}C(T)\,{\frac {dT}{T}}}
La capacitat tèrmica ha de ser zero en el zero absolut per tal que la integral de sobra no doni una entropia absoluta infinita, la qual violaria la tercera llei de la termodinàmica. Un dels punts forts del model de Debye és que, a diferència del model precedent d'Einstein, prediu la forma matemàtica correcta de la capacitat tèrmica quan la temperatura s'aproxima al zero absolut.

### Capacitat tèrmica negativa
La majoria de sistemes físics presenten una capacitat tèrmica positiva. De totes maneres, i encara que inicialment pot semblar una paradoxa, hi ha alguns sistemes en els quals la capacitat tèrmica és negativa. Aquests són, per exemple, estrelles o alguns clústers a nanoescala de poques desenes d'àtoms propers a una transició de fase. Una capacitat tèrmica negativa pot resultar en una temperatura negativa.
Segons el teorema de virial, per un cos autogravitatori com una estrella o un cúmul de gas interestel·lar, l'energia potencial mitjana UPot i l'energia cinètica mitjana UCin estan relacionades per:
{\displaystyle U_{\text{Pot}}=-2U_{\text{Cin}}\,}
L'energia total U (= UPot + UCin) obeeix llavors:
{\displaystyle U=-U_{\text{Cin}}\,}
Si el sistema perd energia –per exemple, radiant energia cap a l'espai– l'energia cinètica mitjana i, amb ella, la temperatura, incrementa. Llavors es pot dir que el sistema té una capacitat tèrmica negativa.
Una versió més extrema d'aquest fet té lloc en els forats negres. Segons la termodinàmica dels forats negres, com més massa i energia absorbeix un forat negre, més fred esdevé. En contrast, si és un emissor net d'energia, segons la radiació de Hawking, esdevindrà cada vegada més calent fins a evaporar-se.

## Taula de capacitats tèrmiques específiques i molars
La capacitat tèrmica específica (c) o calor específica és la quantitat d'energia en forma de calor que ha de rebre una substància per elevar un kelvin (l'equivalent a un grau Celsius) la temperatura d'una certa massa. Se sol mesurar en les unitats del SI; J·kg-1·K-1 (joule per quilogram kelvin). D'altra banda, la capacitat tèrmica molar és similar a la capacitat tèrmica específica però en comptes de referir-se a una certa massa ces refereix a una certa quantitat de substància; es mesura, doncs, en J·mol-1·K-1 (joule per mol kelvin).
A la taula a continuació es mostren les capacitat calorífica específica i molars de diverses substàncies. També s'hi afegeix la capacitat tèrmica volumètrica, usada en alguns àmbits de l'enginyeria.
| Substància                                  | Fase     | Capacitat tèrmica específica cp o cm J·g−1·K−1 | Capacitat tèrmica molar a pressió constant cp,m J·mol−1·K−1 | Capacitat tèrmica molar a volum constant cv,m J·mol−1·K−1 | Capacitat tèrmica volumètrica cv J·cm−3·K−1 | Capacitat tèrmica molar a volum constant respecte R |
| ------------------------------------------- | -------- | ---------------------------------------------- | ----------------------------------------------------------- | --------------------------------------------------------- | ------------------------------------------- | --------------------------------------------------- |
| Aigua a 100 °C (vapor)                      | gas      | 2,080                                          | 37,47                                                       | 28,03                                                     |                                             | 1,12 R                                              |
| Aigua a 25 °C                               | líquid   | 4,1813                                         | 75,327                                                      | 74,53                                                     | 4,1796                                      | 3,02 R                                              |
| Aigua a 100 °C                              | líquid   | 4,1813                                         | 75,327                                                      | 74,53                                                     | 4,2160                                      | 3,02 R                                              |
| Aigua a −10 °C (gel)                        | sòlid    | 2,11                                           | 38,09                                                       |                                                           | 1,938                                       | 1,53 R                                              |
| Aire (nivell del mar, sec, 0 °C (273,15 K)) | gas      | 1,0035                                         | 29,07                                                       | 20,7643                                                   | 0,001297                                    | ~ 1,25 R                                            |
| Aire (condicions normals)                   | gas      | 1,012                                          | 29,19                                                       | 20,85                                                     | 0,00121                                     | ~ 1,25 R                                            |
| Alumini                                     | sòlid    | 0,897                                          | 24,2                                                        |                                                           | 2,422                                       | 2,91 R                                              |
| Amoníac                                     | líquid   | 4,700                                          | 80,08                                                       |                                                           | 3,263                                       | 3,21 R                                              |
| Antimoni                                    | sòlid    | 0,207                                          | 25,2                                                        |                                                           | 1,386                                       | 3,03 R                                              |
| Argent                                      | sòlid    | 0,233                                          | 24,9                                                        |                                                           | 2,44                                        | 2,99 R                                              |
| Argó                                        | gas      | 0,5203                                         | 20,7862                                                     | 12,4717                                                   |                                             | 1,50 R                                              |
| Arsènic                                     | sòlid    | 0,328                                          | 24,6                                                        |                                                           | 1,878                                       | 2,96 R                                              |
| Beril·li                                    | sòlid    | 1,82                                           | 16,4                                                        |                                                           | 3,367                                       | 1,97 R                                              |
| Bismut                                      | sòlid    | 0,123                                          | 25,7                                                        |                                                           | 1,20                                        | 3,09 R                                              |
| Cadmi                                       | sòlid    | 0,231                                          | 26,02                                                       |                                                           |                                             | 3,13 R                                              |
| Crom                                        | sòlid    | 0,449                                          | 23,35                                                       |                                                           |                                             | 2,81 R                                              |
| Coure                                       | sòlid    | 0,385                                          | 24,47                                                       |                                                           | 3,45                                        | 2,94 R                                              |
| Diamant                                     | sòlid    | 0,5091                                         | 6,115                                                       |                                                           | 1,782                                       | 0,74 R                                              |
| Diòxid de carboni                           | gas      | 0,839*                                         | 36,94                                                       | 28,46                                                     |                                             | 1,14 R                                              |
| Diòxid de silici (fos)                      | sòlid    | 0,703                                          | 42,2                                                        |                                                           | 1,547                                       | 1,69 R                                              |
| Estany                                      | sòlid    | 0,227                                          | 27,112                                                      |                                                           |                                             | 3,26 R                                              |
| Etanol                                      | líquid   | 2,44                                           | 112                                                         |                                                           | 1,925                                       | 1,50 R                                              |
| Gasolina (octà)                             | líquid   | 2,22                                           | 228                                                         |                                                           | 1,64                                        | 1,05 R                                              |
| Granit                                      | sòlid    | 0,790                                          |                                                             |                                                           | 2,17                                        |                                                     |
| Grafit                                      | sòlid    | 0,710                                          | 8,53                                                        |                                                           | 1,534                                       | 1,03 R                                              |
| Heli                                        | gas      | 5,1932                                         | 20,7862                                                     | 12,4717                                                   |                                             | 1,50 R                                              |
| Hidrogen                                    | gas      | 14,30                                          | 28,82                                                       |                                                           |                                             | 1,23 R                                              |
| Ferro                                       | sòlid    | 0,450                                          | 25,1                                                        |                                                           | 3,537                                       | 3,02 R                                              |
| Liti                                        | sòlid    | 3,58                                           | 24,8                                                        |                                                           | 1,912                                       | 2,98 R                                              |
| Liti a 181 °C                               | líquid   | 4,379                                          | 30,33                                                       |                                                           | 2,242                                       | 3,65 R                                              |
| Magnesi                                     | sòlid    | 1,02                                           | 24,9                                                        |                                                           | 1,773                                       | 2,99 R                                              |
| Mercuri                                     | líquid   | 0,1395                                         | 27,98                                                       |                                                           | 1,888                                       | 3,36 R                                              |
| Metà a 2 °C                                 | gas      | 2,191                                          | 35,69                                                       |                                                           |                                             | 0,66 R                                              |
| Metanol (298 K)                             | líquid   | 2,14                                           | 68,62                                                       |                                                           |                                             | 1,38 R                                              |
| Nitrogen                                    | gas      | 1,040                                          | 29,12                                                       | 20,8                                                      |                                             | 1,25 R                                              |
| Neó                                         | gas      | 1,0301                                         | 20,7862                                                     | 12,4717                                                   |                                             | 1,50 R                                              |
| Or                                          | sòlid    | 0,129                                          | 25,42                                                       |                                                           | 2,492                                       | 3,05 R                                              |
| Oxigen                                      | gas      | 0,918                                          | 29,38                                                       | 21,0                                                      |                                             | 1,26 R                                              |
| Parafina (cera) C25H52                      | sòlid    | 2,5 (mitjana)                                  | 900                                                         |                                                           | 2,325                                       | 1,41 R                                              |
| Polietilè                                   | sòlid    | 2,3027                                         |                                                             |                                                           |                                             |                                                     |
| Polietilè                                   | líquid   | 2,9308                                         |                                                             |                                                           |                                             |                                                     |
| Plom                                        | sòlid    | 0,129                                          | 26,4                                                        |                                                           | 1,44                                        | 3,18 R                                              |
| Sodi                                        | sòlid    | 1,230                                          | 28,23                                                       |                                                           |                                             | 3,39 R                                              |
| Sulfur d'hidrogen H₂S                       | gas      | 1,015*                                         | 34,60                                                       |                                                           |                                             | 1,05 R                                              |
| Teixit biològic animal (inclou teixit humà) | barrejat | 3,5                                            |                                                             |                                                           | 3,7*                                        |                                                     |
| Titani                                      | sòlid    | 0,523                                          | 26,060                                                      |                                                           |                                             | 3,13 R                                              |
| Tungstè                                     | sòlid    | 0,134                                          | 24,8                                                        |                                                           | 2,58                                        | 2,98 R                                              |
| Urani                                       | sòlid    | 0,116                                          | 27,7                                                        |                                                           | 2,216                                       | 3,33 R                                              |
| Vidre                                       | sòlid    | 0,84                                           |                                                             |                                                           |                                             |                                                     |
| Zinc                                        | sòlid    | 0,387                                          | 25,2                                                        |                                                           | 2,76                                        | 3,03 R                                              |
| Substància                                  | Fase     | cp J/(g·K)                                     | cp,m J/(mol·K)                                              | cv,m J/(mol·K)                                            | J/(cm³·K)                                   |                                                     |

1. ↑  Assumint una altitud de 194 metres sobre el nivell del mar (l'altitud mediana mundial d'habitabilitat humana), una temperatura interior de 23 °C, un punt de rosada de 9 °C (humitat relativa del 40,85%) i una pressió baromètrica corregida a nivell del mar de 760 mm Hg (contingut molar de vapor d'aigua = 1,16%)

*Data derivada per càlcul. Aquesta és per teixits rics en aigua com el cervell. La mitjana corporal dels mamífers és aproximadament 2,9 J/(cm³·K).

### Capacitats tèrmiques específiques de materials de construcció
Les següents capacitats tèrmiques específiques són de materials de construcció.
| Substància           | Fase  | cp J/(g·K)      |
| -------------------- | ----- | --------------- |
| Asfalt               | sòlid | 0,920           |
| Formigó              | sòlid | 0,880           |
| Fusta                | sòlid | 1,7 (1,2 a 2,3) |
| Granit               | sòlid | 0,790           |
| Guix                 | sòlid | 1,090           |
| Hexafluorur de sofre | gas   | 0,664           |
| Maó                  | sòlid | 0,840           |
| Marbre, mica         | sòlid | 0,880           |
| Sòl                  | sòlid | 0,800           |
| Sorra                | sòlid | 0,835           |
| Vidre, sílice        | sòlid | 0,840           |
| Vidre, "crown"       | sòlid | 0,670           |
| Vidre, sílex         | sòlid | 0,503           |
| Vidre, pírex         | sòlid | 0,753           |
| Substància           | Fase  | cp J/(g·K)      |